# Meziměstí
Meziměstí (deutsch Halbstadt) ist eine Stadt im Okres Náchod in Tschechien. Sie liegt acht Kilometer nordwestlich von Broumov im Tal der Steine (Stěnava) zwischen dem Falkengebirge und dem Waldenburger Bergland an der Grenze zu Polen.

## Geographie
Meziměstí befindet sich am linken Ufer der Stěnava an der Einmündung des Baches Dobrohošťský potok in der Broumovská kotlina (Braunauer Becken). Durch die Stadt führt die Staatsstraße II/302 von Broumov nach Starostín (Neusorge), die vom Grenzübergang Starostín / Golińsk (Göhlenau) als DK 35 in die polnische Stadt Mieroszów (Friedland) fortführt. Meziměstí ist ein Eisenbahnknoten an den Bahnstrecken Choceň–Meziměstí und Wałbrzych Szczawienko–Meziměstí, von denen hier die Nebenstrecke nach Broumov abzweigt. Nordöstlich erhebt sich die Vyhlídka (Herzogkoppe, 489 m n.m.), im Südosten die Šance (Schanzenberg, 483 m n.m.) sowie westlich die Buková hora (Buche, 638 m n.m.) und die Lipowa (Lindenberg, 513 m n.p.m).
Nachbarorte sind Vižňov und Pomeznice im Norden, Ruprechtice im Nordosten, Hynčice im Osten, Bělidlo und Jetřichov im Südosten, Alpská Víska im Süden, Vernéřovice im Südwesten, Zdoňov im Westen sowie Starostín und Šestidomí im Nordwesten.

## Geschichte

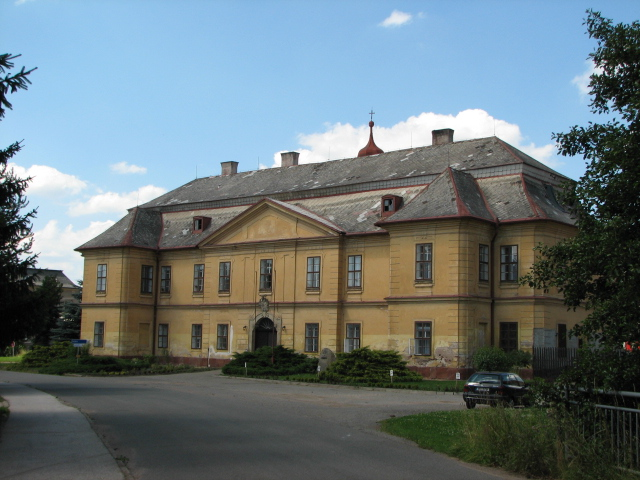
Schloss Meziměstí

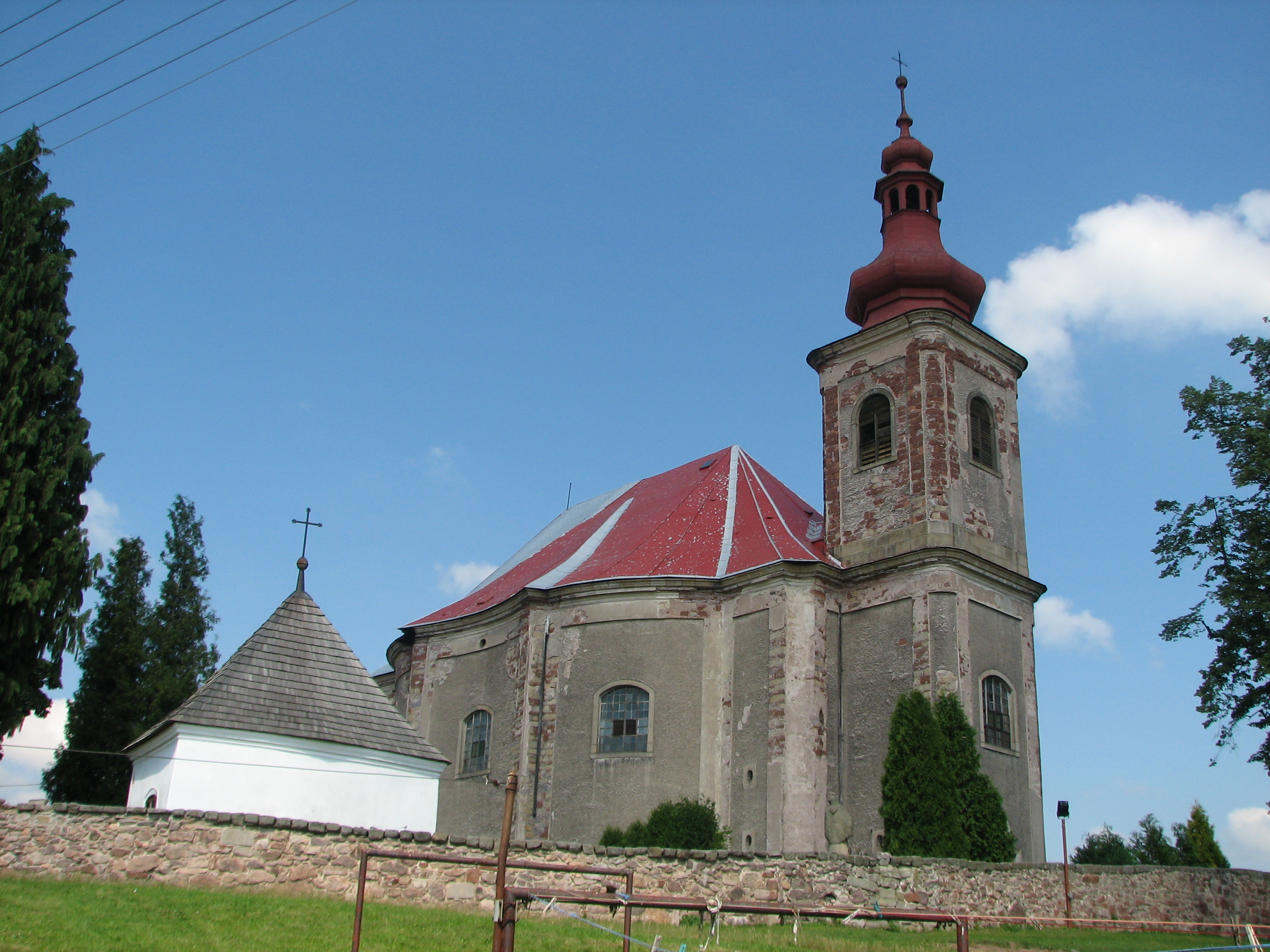
St.-Anna-Kirche im Ortsteil Vižňov

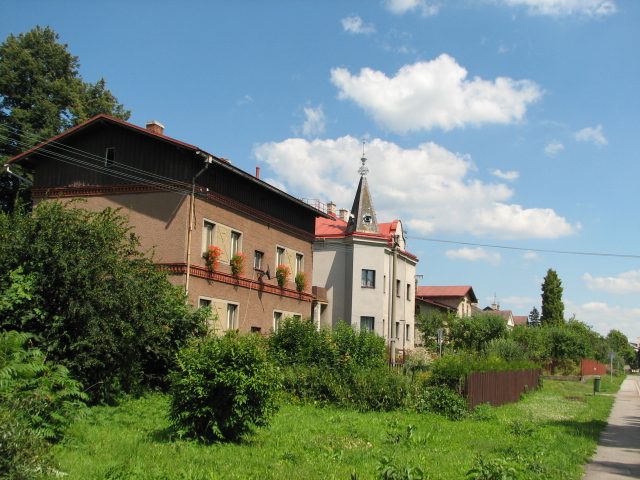
In Meziměstí

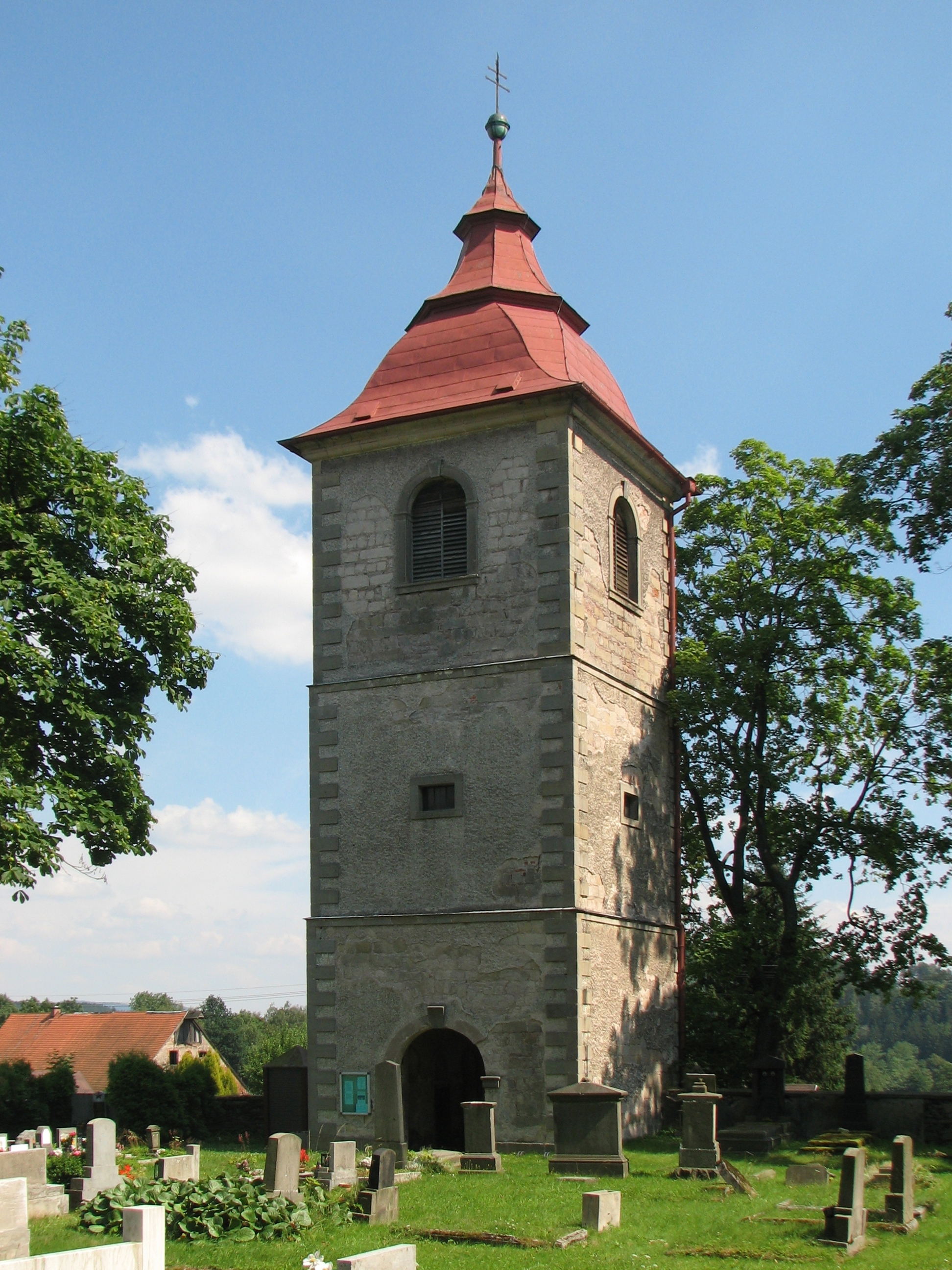
Kirche St. Jakob im Ortsteil Ruprechtice

Die Besiedlung des oberen Steinetals, das damals verwaltungsmäßig zum Glatzer Land gerechnet wurde, erfolgte um 1250 durch das Benediktinerkloster in Politz. Erstmals erwähnt wurde Niederwiesen im Jahre 1350 in einer Aufzählung der zum böhmischen Burgbezirk der Freudenburg gehörenden Ortschaften. Eine weitere Erwähnung stammt aus dem Jahre 1434, als der Braunauer Abt Hermann die Herrschaft Wiesen mit Halbstadt erwarb; dabei wurde das Dorf erstmals als Halbstadt bezeichnet. 1556 verpfändete der Abt die Ortschaften Halbstadt, Vižňov (Wiesen) und Wernersdorf dem aus dem Oberlausitzer Uradelsgeschlecht Debschitz entstammenden Joachim von Mauschwitz, der 1558 als Bewohner des Königreichs Böhmens mit dem Prädikat „von Armenruh“ (Jachým Maušvic z Armenruh) geadelt wurde. Wegen Streitigkeiten mit dem Kloster gab er 1567 diese Besitzungen auf und erwarb die Herrschaft Rokitnitz im Adlergebirge. 1653 bestand Halbstadt aus neun Häusern.
Im Jahre 1833 bestand das im Königgrätzer Kreis gelegene Dorf Halbstadt aus 38 Häusern, in denen 230 Personen lebten. Im Ort gab es ein herrschaftliches Schloss mit großem Meierhof, ein herrschaftliches Oberjägerhaus, eine herrschaftliche Leinwandbleiche, ein Wirtshaus, zwei Mühlen, eine Brettsäge sowie mehrere Teiche. Gepfarrt war das Dorf nach Wernersdorf. Haupterwerbsquelle der Bewohner war die Spinnerei und Weberei.  Bis zur Mitte des 19. Jahrhunderts blieb das Dorf der Stiftsherrschaft Braunau untertänig.
Nach der Aufhebung der Patrimonialherrschaften bildete Halbstadt ab 1849 einen Ortsteil der Gemeinde Wiesen/Višeňov im Gerichtsbezirk Braunau. 1868 wurde Halbstadt dem Bezirk Braunau zugeordnet. 1873 lösten sich Halbstadt und Neusorge von Wiesen los und bildeten die Gemeinde Halbstadt. Im selben Jahre begann der Eisenbahnbau nach Chotzen und 1875 in die nordöstliche Richtung bis Breslau. 1877 erfolgte die Inbetriebnahme des ersten Teilstücks der grenzüberschreitenden Eisenbahn in das niederschlesische Niedersalzbrunn. 1914 wurde diese Gebirgsbahn als erste von der preußischen Staatseisenbahn elektrifiziert. In unmittelbarer Nähe des Bahnhofes an der Strecke Breslau – Wien siedelten sich Industriebetriebe an, von denen die 1882 errichtete Baumwollspinnerei Benedict Schrolls Sohn der größte war. Bis 1910 erfuhr sie mehrere Erweiterungen und wurde zu einem der größten Textilbetriebe in Österreich-Ungarn. Neben dem Firmenkomplex siedelten sich noch die Mechanische Weberei und die Appretur- und Bleichanstalt von Josef Walzel & Söhne an. Als Arbeitersiedlung entstand in der Nähe der bereits auf Dittersbacherer Flur gelegenen Ausflugsgaststätte Semmering der Ortsteil Neu Semmering. Auf Betreiben der Unternehmer des Industriegebietes, vor allem der Schrollfabrik, entstand unter Leitung eines Pariser Architekturbüros ein riesiges repräsentatives Bahnhofsgebäude, dessen Gestalt und Größe gut zur Schrollfabrik passte, jedoch für das kleine Dorf Halbstadt deutlich überdimensioniert war. Weitere Firmen kamen u. a. mit der Messapparate-Baugesellschaft (MESSAP) hinzu. 1873 wurde Neusorge eingemeindet. Nach der Gründung der Tschechoslowakei 1918 wurde 1920 im Halbstädter Schloss eine Schule für die tschechische Minderheit eingerichtet und 1923 die amtliche tschechische Ortsbezeichnung Meziměstí eingeführt. Im Jahre 1930 lebten in der Gemeinde Halbstadt/Meziměstí einschließlich der Ortsteile Niederhäuser, Schrollsche Fabrik, Langer Graben, Neu Semmering, Neusorge und Sechshäuser insgesamt 1617 Personen.
Nach dem Münchner Abkommen 1938 wurde Halbstadt, das überwiegend deutsch besiedelt war, dem Deutschen Reich zugeschlagen und gehörte bis 1945 zum Landkreis Braunau. 1939 hatte die Gemeinde Halbstadt 1278 Einwohner. Während des Zweiten Weltkrieges produzierte die Rüstungsfirma Junghans in der Schrollfabrik; in Neu Semmering entstand ein Arbeitslager, in dem zuletzt 1570 französische Kriegsgefangene und ein Außenlager des KZ Groß Rosen mit 600 jüdischen Gefangenen untergebracht waren. Nach Kriegsende wurden die Baracken als Aussiedlungslager für 1200 Deutsche weiter genutzt, die in den Jahren 1945 und 1946 vertrieben wurden.
1948 wurde im vormaligen Empfangssaal des Bahnhofes ein Theater eröffnet, welches am 27. November 1966 ausbrannte. 1971 wurden die Räume mit moderner Ausstattung als Spielstätte für Theateraufführungen und Tanzveranstaltungen, jedoch ohne eigenes Ensemble, wieder in Betrieb genommen. Vižňov (mit Lesní Domky und Pomeznice) wurde 1961 eingemeindet. In den 1960er-Jahren setzte eine Veränderung des Ortsbildes ein; südlich des Bahnhofs entstand die Plattenbausiedlung Nádražní čtvrť. Später wurde die Wohnbebauung auf das rechte Ufer der Steine ausgedehnt und die ausgedehnte, vorwiegend aus Einfamilienhäusern bestehende, Siedlung Jiráskova Čtvrť angelegt. Im Jahre 1985 erfolgte die Eingemeindung von Březová (mit Vernéřovice), Jetřichov (mit Alpská Víska, Bělidlo und Lesní Domky) sowie Ruprechtice (mit Hynčice). Südlich von Jiráskova Čtvrť entstand zum Ende des 20. Jahrhunderts am Hang über dem Tal des Vernéřovický potok die Eigenheimsiedlung  Alpská Víska. Vernéřovice löste sich im September 1990 von Meziměstí los, mit Beginn des Jahres 1992 wurde auch Hynčice eigenständig. 1991 betrug die Einwohnerzahl 3213. Im Jahre 1992 wurde die Industriegemeinde Meziměstí zur Stadt erhoben. 1994 erlitt die Stadt beim Hochwasser der Steine starke Schäden.

### Stadtwappen
Seit 1997 führt Meziměstí ein Wappen. Das vom Heraldiker Jiří Louda gestaltete Wappen zeigt ein Mufflon und drei rote Rosen mit goldenen Samenständen. Die Rosen sind dem Wappen der Abtei  Braunau entlehnt.

## Sehenswürdigkeiten
- Bedeutendstes Bauwerk ist das im Jahre 1650 an Stelle des Meierhofes erbaute Schloss, das 1749 unter Abt Benno II. Löbel nach Plänen Kilian Ignaz Dientzenhofers seine barocke Gestalt erhielt und als Sommersitz der Braunauer Äbte genutzt wurde. Nach 1918 diente es verschiedenen Zwecken, u. a. wurde im Schloss eine tschechische Minderheitenschule eingerichtet. Nach der Bodenreform von 1922 ist das Schloss in das Eigentum eines Landgutes übergegangen. Es ist durch Rekonstruktionsarbeiten in den 1970er-Jahren verunstaltet worden und hat viel von seiner ursprünglichen Form verloren. Zwischen 1976 und 1994 war es Sitz des MNV Místní národní výbor (Ortsnationalausschuss) bzw. des MěÚ (Stadtverwaltung). Nach der politischen Wende von 1989 wurde es restituiert. Die Wirtschaftsgebäude sind vom Einsturz bedroht, der ursprüngliche Schlosspark ist weitgehend devastiert.
- Die Kirche St. Jakob im Ortsteil Ruprechtice (Ruppertsdorf) wurde in den Jahren 1720 bis 1723 nach Plänen von Christoph Dientzenhofer unter der Bauleitung seines Sohnes Kilian Ignaz Dientzenhofer errichtet und 1723 eingeweiht.
- Die St.-Anna-Kirche im Ortsteil Vižňov (Wiesen) wurde 1725–1727 nach Plänen von Kilian Ignaz Dientzenhofer errichtet.

## Gemeindegliederung
Die Stadt Meziměstí besteht aus den Ortsteilen:
- Březová (Birkigt)
- Meziměstí (Halbstadt) mit Alpská Víska (Alpendörfel), Jiráskova Čtvrť und Nádražní čtvrť (Halbstädter Bahnhäuser)
- Pomeznice (Grenzdörfel)
- Ruprechtice (Ruppersdorf).
- Starostín (Neusorge) mit Šestidomí (Sechshäuser)
- Vižňov (Wiesen) mit Lesní Domky (Buschhäuser).

Grundsiedlungseinheiten sind Alpská Víska, Březová, Meziměstí, Nádražní čtvrť, Pomeznice, Ruprechtice, Starostín und Vižňov.
Das Gemeindegebiet gliedert sich in die Katastralbezirke Březová u Broumova, Meziměstí, Ruprechtice u Broumova und Vižňov.

## Söhne und Töchter der Stadt
- Lambert Jakisch (1887–1943), römisch-katholischer Geistlicher
- Reinhard Kamitz (1907–1993), österreichischer Politiker
- Otto Sagner (1920–2011), gründete 1947 den Münchner Verlag Kubon und Sagner[11]
- Günther Gürsch (1919–2009), deutscher Jazz- und Unterhaltungsmusiker